# 女の座
『女の座』（おんなのざ）は、1962年1月14日に公開された日本映画。監督：成瀬巳喜男。
製作、配給は東宝。モノクロ、東宝スコープ。併映は宝塚映画作品『乾杯!サラリーマン諸君』（監督：青柳信雄、主演：高島忠夫）。

## キャスト
- 石川金次郎：笠智衆
- 芳子（長男の嫁）：高峰秀子
- 健（芳子の息子）：大沢健三郎
- 田村松代（長女）：三益愛子
- 田村良吉（松代の夫）：加東大介
- 田村靖子（松代の娘）：北あけみ
- 石川次郎（次男）：小林桂樹
- 石川蘭子（次郎の妻）：丹阿弥谷津子
- 石川チエ子（次郎の娘）：坂部尚子
- 石川タエ子（次郎の娘）：坂部紀子
- 石川梅子（次女）：草笛光子
- 橋本路子（三女）：淡路恵子
- 橋本正明（路子の夫）：三橋達也
- 石川夏子（四女）：司葉子
- 石川雪子（五女）：星由里子
- あき（金次郎の後妻）：杉村春子
- 六角谷甲（あきの先夫の子）：宝田明
- 金森静子：団令子
- 青山豊：夏木陽介
- 客：大村千吉
- 小宮：関田裕
- 小宮の妻：音羽久米子
- 小宮の母：一の宮あつ子
- 佐々木竜雄：潮田満
- 下宿人：三田照子、塩沢とき
- 鈴木美枝：小西ルミ
- 香川良介
- 大塚国夫
- 谷晃
- 西条康彦
- 三浦敏男
- 河辺昌義

## スタッフ
- 製作：藤本真澄、菅英久
- 監督：成瀬巳喜男
- 脚本：井手俊郎、松山善三
- 音楽：斎藤一郎
- 撮影：安本淳
- 美術：中古智
- 録音：藤縄正一
- 照明：石井長四郎
- 編集：大井英史
- チーフ助監督：川西正純
- 製作担当者：井上卓之
- スチール：秦大三
- 整音：下永尚
- 現像：キヌタ・ラボラトリー